# Werbetrenner
Ein Werbetrenner (auch Insert) ist im Rundfunk ein Element, das einen Werbeblock vom übrigen Programm abgrenzt.

## Österreich
In Österreich regelt § 43 AMD-G die Trennung von Werbeinhalten vom übrigen Programm. Demzufolge müssen Werbeeinschaltungen eindeutig erkennbar sein und optisch, akustisch oder räumlich vom redaktionellen Inhalt getrennt werden.

## Deutschland

### Gesetzliche Regelung
Die Trennung von Programm und Werbung ist durch den Rundfunkstaatsvertrag, zuletzt durch die 4. Änderung zum Rundfunkstaatsvertrag vorgeschrieben.
Dabei muss „der Beginn der Fernsehwerbung … durch ein optisches Signal (Werbelogo) eindeutig gekennzeichnet und für den Zuschauer erkennbar sein“. Das Werbelogo muss den Bildschirm mindestens drei Sekunden lang vollständig ausfüllen und sich vom allgemeinen Senderlogo deutlich unterscheiden.

### Entwicklung
In der Anfangszeit vor allem des Fernsehens wurden im deutschen öffentlich-rechtlichen Fernsehen zu diesem Zweck häufig eigene Figuren wie das Sehpferdchen (NDR) oder die Mainzelmännchen (ZDF) entwickelt.
Diese Werbetrenner sollten den Zuschauer während des Werbeblocks unterhalten und liefen daher auch zwischen den einzelnen Spots. In den letzten Jahren wurden die Werbetrenner demgegenüber zunehmend schlichter. Nun liegt der Hauptzweck eher in einem besseren Übergang zwischen Programm und Werbeinsel, teilweise auch in der Positionierung eines Programms oder der Bewerbung bestimmter Sendungen.

#### Werbetrenner öffentlich-rechtlicher Rundfunkanstalten
| Name                    | Sender       | Erstausstrahlung | zuletzt ausgestrahlt | Art           | Bemerkungen                                                    |
| ----------------------- | ------------ | ---------------- | -------------------- | ------------- | -------------------------------------------------------------- |
| Äffle und Pferdle       | SWR / SDR    | 1959             | –                    | Zeichentrick  | Vorläufer: Pferdchen (1959–1964), Pferdchen und Affe (ab 1964) |
| Bessi und Bingo         | SWR / SWF    | 1990             | –                    | Zeichentrick  |                                                                |
| Bienchen                | WDR          | 1961             | 1962                 | Zeichentrick  |                                                                |
| Bremer Stadtmusikanten  | Radio Bremen | 1981             | –                    | Zeichentrick  | in Anlehnung an die Bremer Stadtmusikanten                     |
| Der gestiefelte Kater   | SWF          | 1959             | 1971                 | Zeichentrick  |                                                                |
| Der kleine Ritter       | SR           | 1971             | 1983                 | Zeichentrick  |                                                                |
| Kasperl                 | WDR          | 1959             | 1960                 | Puppentheater |                                                                |
| Klementinchen           | WDR          | 1963             | 1968                 | Zeichentrick  |                                                                |
| Leo und Leo             | BR           | 1956             | –                    | Zeichentrick  | Vorläufer: Leo, später: Leo und Leo bzw. Bayerischer Löwe      |
| Mainzelmännchen         | ZDF          | 1963             | –                    | Zeichentrick  |                                                                |
| Musikkapelle            | WDR          | 1959             | 1960                 | Zeichentrick  |                                                                |
| Onkel Otto              | hr           | 1958             | –                    | Zeichentrick  |                                                                |
| Oswald und Armadeo      | WDR          | 1961             | 1962                 | Puppentheater |                                                                |
| Panda-Bärchen           | SFB          | 1984             | unbekannt            | Zeichentrick  |                                                                |
| Professor Balthazar     | WDR          | 1976             | 1978                 | Zeichentrick  |                                                                |
| Saarlodris              | SR           | 1984             | –                    | Zeichentrick  | von 2008 bis 2020 nicht ausgestrahlt, 2020 neu aufgelegt       |
| Schloßgeist Kunibert    | SR           | 1959             | 1971                 | Zeichentrick  |                                                                |
| Schmitz und Schmitzchen | WDR          | 1968             | 1975                 | Zeichentrick  |                                                                |
| Sehpferdchen            | NDR          | 1959             | 1969                 | Zeichentrick  |                                                                |
| Spreenixen              | DFF          | 1968             | 1991                 | Zeichentrick  |                                                                |
| Telebärchen             | SFB          | 1959             | 2003                 | Zeichentrick  | mitunter auch nur Bärchen genannt                              |
| Telemiezen              | SWF          | 1972             | 1989                 | Zeichentrick  |                                                                |
| Tünnes und Schäl        | WDR          | 1959             | 1960                 | Puppentheater | in Anlehnung an Tünnes und Schäl                               |
| Ute, Schnute, Kasimir   | WDR          | 1978             | 1989                 | Zeichentrick  |                                                                |